# Кубок світу з біатлону 2014—2015 — етап 8
Восьмий етап Кубка світу з біатлону 2014—15 проходив в Осло, Норвегія, з 12 по 15 лютого 2015 року. До програми етапу було включено 6 гонок: індивідуальна гонка та спринт у чоловіків та жінок, а також чоловіча та жіноча естафети.

## Гонки
Розклад гонок наведено нижче.
| Дата      | Час       | Гонка                               |
| --------- | --------- | ----------------------------------- |
| 12 лютого | 10:30 CET | Жінки, індивідуальна гонка 15 км    |
| 12 лютого | 14:15 CET | Чоловіки, індивідуальна гонка 20 км |
| 14 лютого | 11:15 CET | Жінки, спринт 7,5 км                |
| 14 лютого | 14:15 CET | Чоловіки, спринт 10 км              |
| 15 лютого | 12:15 CET | Жінки, естафета 4x6 км              |
| 15 лютого | 14:30 CET | Чоловіки, естафета 4x7,5 км         |

## Чоловіки

### Призери
| Гонка:                                                                            | Золото:                                                           | Час                                                       | Срібло:                                                          | Час                                                       | Бронза:                                                                 | Час                                                       |
| Індивідуальна гонка 15 км Протокол [Архівовано 12 лютого 2015 у Wayback Machine.] | Мартен Фуркад Франція                                             | 51:26.8 (0+0+0+0)                                         | Євген Гаранічев Росія                                            | 51:41.0 (0+0+0+0)                                         | Сергій Семенов Україна                                                  | 52:15.6 (0+0+0+0)                                         |
| Спринт 10 км Протокол [Архівовано 12 лютого 2015 у Wayback Machine.]              | Арнд Пайффер Німеччина                                            | 24:57.0 (0+0)                                             | Мартен Фуркад Франція                                            | 25:00.3 (0+0)                                             | Антон Шипулін Росія                                                     | 25:12.4 (0+0)                                             |
| Естафета 4 x 7,5 км Протокол [Архівовано 17 лютого 2015 у Wayback Machine.]       | Росія Євген Гаранічев Максим Цвєтков Дмитро Малишко Антон Шипулін | 1:16:16.6 (0+1) (0+1) (0+0) (0+0) (1+3) (0+0) (0+0) (0+0) | Німеччина Ерік Лессер Андреас Бірнбахер Арнд Пайффер Сімон Шемпп | 1:16:16.8 (0+0) (0+0) (0+0) (0+1) (0+3) (0+0) (0+1) (0+1) | Австрія Даніель Мезотіч Сімон Едер Свен Ґроссеґґер Домінік Ландертінгер | 1:17:07.5 (0+0) (0+1) (0+1) (0+0) (0+2) (0+0) (0+0) (0+2) |

## Жінки

### Призери
| Гонка:                                                                            | Золото:                                                                 | Час                                           | Срібло:                                                                | Час                                                       | Бронза:                                                         | Час                                           |
| Індивідуальна гонка 15 км Протокол [Архівовано 12 лютого 2015 у Wayback Machine.] | Кайса Мякяряйнен Фінляндія                                              | 43:54.8 (0+0+0+0)                             | Дарія Домрачева Білорусь                                               | 45:13.1 (1+0+0+0)                                         | Вероніка Віткова Чехія                                          | 45:15.7 (0+0+0+0)                             |
| Спринт 7,5 км Протокол [Архівовано 12 лютого 2015 у Wayback Machine.]             | Дарія Домрачева Білорусь                                                | 20:35.7 (0+0)                                 | Лаура Дальмаєр Німеччина                                               | 20:50.0 (0+0)                                             | Марі Дорен-Абер Франція                                         | 21:05.6 (0+1)                                 |
| Естафета 4 x 6 км Протокол [Архівовано 12 лютого 2015 у Wayback Machine.]         | Чехія Ева Пускарчикова Габріела Соукалова Їтка Ландова Вероніка Віткова | 1:11:10.6 (0+1) (0+0) (0+0) (0+0) (0+2) (0+0) | Італія Доротея Вірер Ніколь Гонтьє Федеріка Санфіліппо Карін Обергофер | 1:11:38.9 (0+0) (0+0) (0+1) (0+0) (0+0) (0+1) (0+0) (0+0) | Франція Анаїс Бескон Енора Латюльє Колін Варсен Марі Дорен-Абер | 1:11:56.5 (0+1) (0+1) (0+3) (0+0) (0+0) (0+0) |

## Досягнення
Найкращий виступ за кар'єру
|  |  |

Перша гонка в Кубку світу
|  |  |